# Lakanmau
Lakanmau is een bestuurslaag in het regentschap Belu van de provincie Oost-Nusa Tenggara, Indonesië. Lakanmau telt 780 inwoners (volkstelling 2010).